# ساده رنگ
«ساده رنگ» یکی از اشعار سهراب سپهری در مجموعهٔ حجم سبز است.

آسمان، آبی‌تر،

آب آبی‌تر.

من در ایوانم، رعنا سر حوض.
رخت می‌شوید رعنا.

برگ‌ها می‌ریزد.

مادرم صبحی می‌گفت: موسم دلگیری است.

من به او گفتم: زندگانی سیبی است، گاز باید زد با پوست

زن همسایه در پنجره‌اش، تور می‌بافد، می‌خواند.

من «ودا» می‌خوانم، گاهی نیز

طرح می‌ریزم سنگی، مرغی، ابری.
آفتابی یکدست.

سارها آمده‌اند.

تازه لادن‌ها پیدا شده‌اند.

من اناری را، می‌کنم دانه، به دل می‌گویم:

خوب بود این مردم، دانه‌های دلشان پیدا بود.
می‌پرد در چشمم آب انار: اشک می‌ریزم.

مادرم می‌خندد.

رعنا هم

## نقد
عمران صلاحی این شعر را «یک رباعی مدرن‌آمیز» می‌داند که در آن، «مصراع آخر است که حرف اصلی را می‌زند.»

## مطالعهٔ بیشتر
- اشتراک عینی در پاره ای از اشعار کیتس و سهراب سپهری